# New city
New City es el octavo álbum original de la banda de jazz rock norteamericana, Blood, Sweat & Tears. Se publicó en abril de 1975, por Columbia Records (CBS en España).

## Historia
Tras las bajas de Jerry Fisher y Jerry LaCroix, que había asumido temporalmente la voz solista, en 1975, David Clayton-Thomas regresó a la banda tras editar tres discos de escaso éxito. En febrero, comenzaron las sesiones de grabación, con una formación en la que el único cambio respecto al anterior disco, aparte del cantante, era la adición de Joe Giorgiani en la segunda trompeta. Se grabaron un 50% de versiones (Beatles, Janis Ian, Randy Newman, Mercy Dee Walton...) y otro tanto de temas originales.
El disco obtuvo, por primera vez después de mucho tiempo, una acogida favorable de los medios especializados. Por ejemplo, Down Beat llegó a decir que "New City nos muestra a la banda en su mejor momento desde el legendario segundo álbum". Precisamente en esta época se grabó el que sería su único disco oficial en vivo: Live and Improvised, llamado In Concert en su edición europea.
"New city" obtuvo ventas muy razonables, comparadas con sus anteriores discos, alcanzando el nº47 en el Billboard 200. El sencillo Got to get you into my life, un tema de los Beatles, se situó en el puesto 62 de los charts.
El productor del disco fue Jimmy Ienner, y se grabó en la casa de Bobby Colomby, en New City. Los ingenieros de sonido fueron Carmine Rubino y Tom Dwyer, asistidos por Ted Hammond y Seth Dwaorkin. Las mezclas correspondieron a Shelly Yakus, y el master a Greg Calbi. La portada fue obra de Bob Berg, como era usual, con  fotografía de Dale Brown.

## Listado de temas

### Cara A
- 1. Ride, captain, ride  (Franke Konte/Carlos Pinera)  5,04
- 2. Life  (Allen Toussaint)  4,22
- 3. No show  (Ron McClure)  5,13
- 4. I was a witness of a war (Bobby Scott/D. Meehan)  5,11
- 5. One room country shack (Mercy Dee Walton/John Lee Hooker)  2,24

### Cara B
- 1. Applause  (Janis Ian)  7,45
- 2. Yesterday's music  (David Clayton-Thomas/Warren Smith) 4,12
- 3. Neked man  (Randy Newman)   4,00
- 4. Got to get you into my life  (Paul McCartney/John Lennon)  3,20
- 5. Takin' it home  (Bobby Colomby  1,38

## Músicos
- David Clayton-Thomas - cantante
- Bobby Colomby - batería y coros.
- Dave Bargeron - trombón, tuba, trompeta baja, congas.
- Tony Klatka y Joe Giorgiani - trompeta, fliscorno.
- Bill Tillman - saxo soprano, saxo alto, saxo tenor, saxo barítono, flauta, coros
- Georg Wadenius - guitarras, coros.
- Larry Willis - piano, Fender Rhodes, órgano, clavicordio.
- Ron McClure - bajo, contrabajo.

Intervino también, aportando coros, Mike Corbett.